# 宋守节
宋守節（?—?），字號不詳。籍貫不詳。 
唐高宗總章三年（670年）庚午科狀元及第，同榜有杜審言。